# Kathy Bates

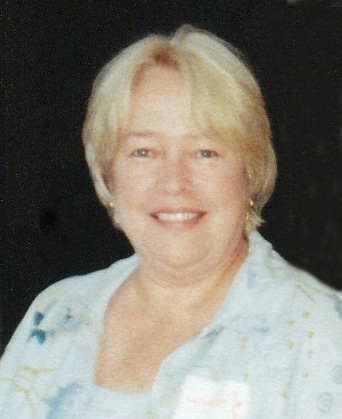
Kathy Bates în 1999

Kathy Bates (n. 28 iunie 1948, Memphis, Tennessee, SUA) este o actriță americană de film, laureată cu Premiul Oscar pentru cea mai bună actriță în 1991 pentru interpretarea sa din filmul Tortura (1990).
În Rețeaua Miraculoasă Bates dublează vocea personajului Bitsy.

## Filmografie
- 1990 Tortura (Misery), regia Rob Reiner
- 1991 Umbre și ceață (Shadows and Fog), regia Woody Allen
- 1997 Titanic, regia James Cameron
- 2002 Totul despre Schmidt (About Schmidt), regia Alexander Payne
- 2006 Cum să dai afară din casă un burlac de 30 de ani (Failure to Launch), regia Tom Dey
- 2007 Fratele lui Moș Crăciun (Fred Claus), regia David Dobkin
- 2008 Nonconformiștii (Revolutionary Road), regia Sam Mendes

- American Horror Story Sezon 3 (Coven)